# 日立マジックワンド
日立マジックワンド（ひたちマジックワンド、Hitachi Magic Wand）は長さ30センチメートルでAC電源方式のスティック型バイブレーターである。本来この器具は、筋肉のこりやハリを解消するために使用する一般向けの電気マッサージ器（ハンディタイプマッサージャー）である。しかし英語圏では単に「ヒタチ」とも呼ばれ、セックストイとしての使い方のほうがはるかに有名になった。この場合はクリトリスを刺激するのが効果的で、女性がオーガズムに達しやすい。
日立製作所がアメリカでこの製品の商標を登録したのは1968年である。1960年代後半のセックス・ポジティヴ運動で活躍した性教育者のベティ・ドッドソンが、この製品をマスターベーションの道具として使うことを提唱し、それがアメリカの女性層に浸透した。
日立はマジックワンドは健康器具としての用途しかないの見解で、セックストイに自社の社名がはいることを懸念して製造中止を検討したこともある。しかしアメリカ国内の代理店からの要望もあり、商品名を変えて製造を継続することになった。2014年時点での商品名は「マジックワンド・オリジナル」である。
女性の性的興奮障害や無オルガズム症状といったオーガズムを得られなくなる性機能障害の治療や、障害者や高齢者の性支援にもマジックワンドが有効であるとする研究結果がある。この器具をさまざまに応用した研究論文は複数の学術誌に掲載されている。
マジックワンドはバイブレーターのキャデラック、ロールス・ロイスと言われたり、「究極の」バイブレーターとも言われている。実際、雑誌のコスモポリタンによれば、セックスセラピストが最もよく勧めるバイブレーターがマジックワンドである。モバイル・マガジンが2015年にとった読者を対象にしたアンケートでは、マジックワンドがiPodを抑え「史上最高のガジェット」の第一位になったほか、テクノロジーブログのEngadgetはマジックワンドを「地球上で最も見た目がわかりやすいセックストイ」と呼んでいる。

## デザインと特長

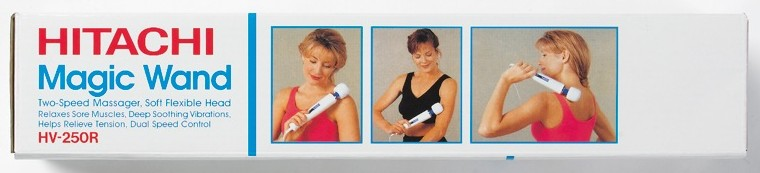
日立は1968年4月25日に特許商標庁に登録を行い、マジックワンドの販売を開始した

マジックワンドは長さ30センチメートル (12 in) 、540グラム (1.19 lb)である。ラバーに覆われた6.4センチメートル (2.5 in)のヘッドをあてがうことで、筋肉や神経に刺激を与えることができる。頭部と本体を結合している部分には柔軟性がある。1.8メートル (6 ft) の電源コードが付属しており、110Vの交流電源を使用して可動させる。電池式ではない。毎分5,000回転と6,000回転と2つのモードがあり（それぞれ83Hzと100Hzに相当）、本体のスイッチで切り替える。セクシャル＆リレーションシップ・セラピー誌によれば、厳密には低回転時は89Hzで高回転時は101Hz、185.7μgの加速度で、0.45ミリメートルの変位（振動）をしている。もともと性的な刺激を与える目的でつくられていないため、この用途で使うと欠点もいくつかみつかる。サイズが大きく、かさばる以外にも、電源がコード式のため動きには制限が加わるし、防雨性・耐水性もない。25分以上使用するとオーバーヒートしてしまう。コンセントの互換性の問題もあり、国によっては本来の性能で使うことができない。
マジックワンドが普及したことでアフターマーケットが拡大し、カラーリングや素材、ヘッドの形状など購入できるアタッチメントの種類も増えた。こうした付属品は日立とは無関係の会社で製造されている。本体のみでも、クリトリスを刺激するバイブレーターとしては十分であり、女性はオーガズムに達することができるが、ヘッドに重ねて使用するアタッチメントを使えば、クリトリスへの刺激を強めることもできる。「ワンダーワンド」アタッチメントなら、女性は膣の深いところまで振動を感じることができる。ダーマトロジー・オンライン・ジャーナルに掲載された論文によると、この「ワンダーワンド」はプラスチック素材でできているが一定の硬さがあり、使用後には洗うことも容易である。挿入感を得たり、質感を好みのものにするためのシリコン素材のアタッチメントもある。同様に装着する「Ｇスポッター」アタッチメントを使うと、マジックワンドはGスポットを刺激するバイブレーターとなる。「ジーウィズ」アタッチメントも同様にGスポットの刺激を目的とした製品である。「フラッファー・チップ・ワンド・アタッチメント」もヘッドの上に取り付けることができ、疑似的なクンニリングスの感覚が得られる。マジックワンドを固定するまくら台として「リベレイター・アクシス」もあり、この台を使うとマスターベーションの間、マッサージ機を手で持っている必要がなくなる。アタッチメントはベティ・ドッドソンのウェブサイトでも販売しており、使い方もイラスト入りで分かりやすく解説されている。男性もこのマッサージャーをペニスにあてがえば、前立腺に性的な刺激を得ることができる。器具にかぶせて使うペニスカップも製造されており、これを使うと男性がマスターベーションをするときにスリーブとして機能する。日本では、直腸から前立腺に刺激を与えるための男性用アタッチメントが販売されている。

## 歴史

### マッサージ機として発売
日立製作所は1968年4月25日にマジック・ワンドをアメリカ特許商標庁に登録し、製品ラインアップに加えた。これによってマジックワンドは日立の商標として登録された。1970年代にアメリカの大きな市場に流通させることが可能になり、あたかもマッサージ師の技術をもった道具とうたった広告も展開された。肩こりをはじめとする痛みを和らげることに役立ち、健康回復効果のある電動マッサージ機の分類でアメリカ食品医薬品局からも物理療法用具として登録されている。マジックワンドの用途については、筋肉や神経の痛みを和らげて、こりをほぐしたり、スポーツで怪我をした後のリハビリに有効であると説明された。

### 女性のマスターベーション教育

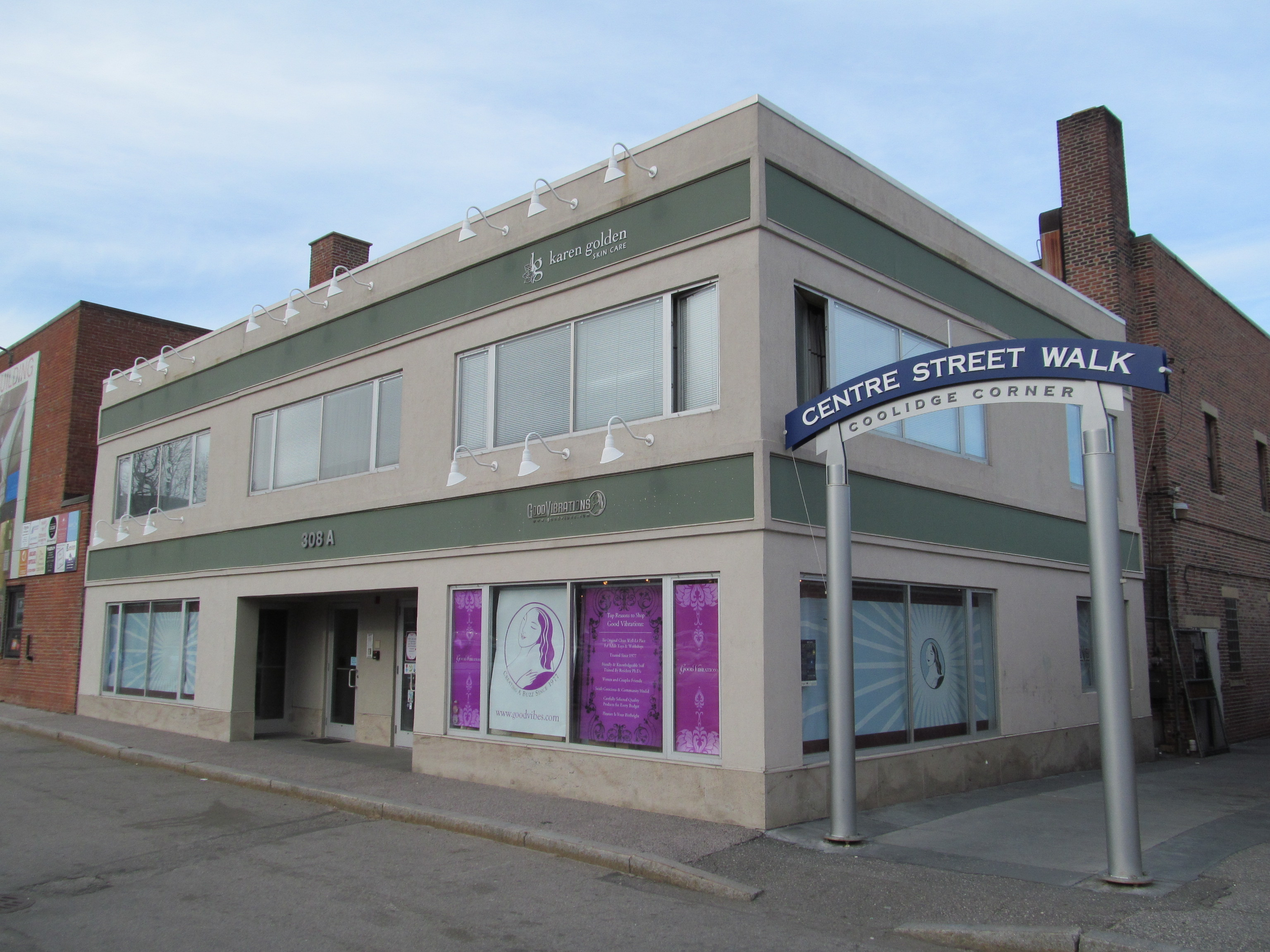
マジックワンドはアダルトグッズショップ「Good Vibrations」では1977年のオープン以来、売れ続けているロングラン商品である。

アメリカ合衆国で、マジックワンドは女性がマスターベーションの時に使うバイブレーターとして大ヒットした。この用途でこれだけ人気が出たのは、アメリカ人のアーティストで性教育者のベティ・ドッドソンが、マジックワンドを使って女性向けにオナニーの技法を伝える講習を開いて、宣伝したからである。
ドッドソンは、1960年代後半にセックス・ポジティヴ運動で存在感を発揮した人物でもある。彼女はマッサージ機に小さなタオルをまいてオーガズムを得ることを女性に推奨していたが、これはバイブレーターの刺激を抑え、快感を得る時間を持続させるためだった。
彼女が開発したテクニックは、「ベティ・ドッドソン・メソッド」として有名になった。彼女が開いたセッションも「ボディセックス」講座として有名で、15人の裸の女性が仰向けになり、1人1人がマジックワンドを使って同時にマスターベーションをするものだった。この2時間のマスターベーション講座のために、ドッドソンは女性たちの人数分のマジックワンドを用意していた。彼女は、自分のテクニックを駆使して何千人もの女性にオーガズムに達する方法をレクチャーしている。
アメリカ合衆国で最初のフェミニスト向けセックストイ専門店Eve's Gardenを創業したデル・ウィリアムズが、自分の店を開いたきっかけも、1970年代はじめにドッドソンの講義に参加してマジックワンドに触れたことだった。ウィリアムズによると、マジックワンドをセックストイとして気に入った理由は、クリトリスに力がかかるときのパワーと信頼感である。1974年にドッドソンは『マスターベーションを自由に』(Liberating Masturbation) を書き、そのなかでこの器具を推薦している（ただし彼女は1975年にセックストイを宣伝するときはマジックワンドにかわって松下電工のパナソニック・パナブレイターを使っている）。
1977年、ドッドソンはLeg ShowやJuggsといった男性向け雑誌の元編集者であるダイアン・ハンソンにマジックワンドを薦めている。ハンソンはドッドソンから薦められた器具を初めて使ってみた時のことについて回想しているが、ドッドソンからマジックワンドのことを教えられて購入したが、同時にくせになってしまう依存性があるから心と体への影響に注意することをアドバイスも受けたの。彼女が前に使っていた単一電池で動くバイブレーターより、マジックワンドのほうがずっと効く、とハンソンは言っている。
マジックワンドは、アダルトグッズショップのGood Vibrationsでは1977年のオープン以来のベストセラー商品である。この店では、女性向けにクリトリスに刺激を与えるのによいと宣伝していた。マジックワンドの人気はこの店に限らず、アメリカのアダルトグッズショップでは継続的なヒットとなっている。マジックワンドは女性同士の会話では「ビッグ・バジィ」(Big Buzz)と呼ばれたり、あるいは単に「ヒタチ」と呼ばれている。
1980年代の雑誌『Mother Jones』は、背表紙にこのマジックワンドの広告が載っていた。ジョアニ・ブランクが書いた『グッド・バイブレーションズ』（1976年）の表紙にこの器具が描かれていたことも、女性の知名度アップにつながった。この本が1989年と1998年に版を重ねたときも、表紙にはマジック・ワンドが使われていた。1992年はGood Vibrationsのオープン15周年にあわせ、この店の社長がマジックワンド型のチョコレートをつくって皆で食べるイベントを手配しているが、日立製作所の本社から来た営業社員も、自分たちのマッサージ機型のチョコをつくるために募金している。日立の役員はこのマッサージ機型チョコをさらに500個購入し、この年の営業会議でふるまった。
『グッド・バイブ・ガゼット』誌は1995年にアダルトグッズショップの客を対象にアンケートをとり、セックストイのランキングを集計しているが、マジックワンドは圧倒的な評価だった。カナダにおける検閲を論じた1995年の『禁じられた章句』(Forbidden Passages)によると、この器具が「わいせつ」であるとしてカナダ当局に器具を押収されたことがあり、痛みの軽減のためマジックワンドを使っていた女性からも報告が寄せられていた。
1997年、カリフォルニア州のGood Vibrationsバークレー店でクリスマスプレゼントとして一番よく売れたのがマジックワンドだった。雑誌『Out』によると、マジックワンドは1998年に最も売れたセックストイでもある。カナダでは、1999年に、女性誌の『Chatelaine』が、女性のあいだでマジックワンドなどのセックストイが浸透している記事を掲載して、保守系の雑誌『Alberta Report』から批判されている。

この年に、マジックワンドは「個人用マッサージ機」として消費者向けの広告が出されていた。『The Village Voice』の1999年の記事を読むと、この器具を日立は「日立マジックワンド、家庭用電気マッサージ機」として宣伝していることがわかる。そして同じ記事によると、マジックワンドはこの時期も後発の商品に抜かれることなくベストセラーを継続している。『The Village Voice』が日立に取材を申し入れたところ、
と、その健全性を強調する回答があった。

### Vibratexによる販売
2000年、日立製作所は、マジックワンドを含む日立製品のアメリカ国内における代理店であるアプライアンス・コーポレーション・オブ・アメリカとの関係が悪化し、わずかな期間とはいえアメリカ国内での販売が停止する事態になった。この年の6月にカリフォルニアにあるセックストイの専門商社Vibratexとの取引がまとまり、この会社がアメリカにおけるマジックワンドの販売代理店となった。この年には泌尿器科医であり性機能障害の専門家であるジェド・カミネツキーが、The New York Observer誌上でマジックワンドはとても評判がよいと語っている。彼はマスターベーションのときにオーガズムを得にくい女性患者にこの器具を薦めていたのである。優れたバイブレーターはいろいろとあるが、マジックワンドを使ったマスターベーションはオーガズムが非常に得やすいとも語っている。
マジックワンドについては、建前通りの使い方以外に、ネックマッサージャーにもなるジョークがセックス・アンド・ザ・シティをきっかけに有名になった。2002年に放送された第5シーズン第6話『恋愛に関する悪いウワサ』で、登場人物のサマンサ・ジョーンズがバイブレーターを買いに家電ブランドのザ・シャーパーイメージに出かけるのだが、真面目な店員はそれがネックマッサージャーだと説明するのである。この放送の直後に、マジックワンドは品切れが続出した。作家のナオミ・ウルフはGood Vibrationsの女性向けカタログに関する記事の執筆中に、マジックワンドはセックス・アンド・ザ・シティで取り上げられたので在庫切れになっている、と言われた経験をサンデー・タイムズに寄せている。ラビット・バイブレーターにも急に売り上げが伸びたことがあるが、1998年にこの番組の影響で知られて以降である。アンディ・イサクソンは『ベスト・セックス・ライティング2013』に寄稿している文章で、セックス・アンド・ザ・シティにセックストイが登場すると、アメリカ文化における認識が一変する、と述べている。タイムズによれば、イギリスはマジック・ワンドにとって比較的新しい市場で、手に入るのは2004年からである。この年、Amazon.comで販売されているハンディ型のマッサージ機の売り上げは上位10機種のうち7番目だった。ナイト・リッダー社の新聞に寄稿しているフェイ・フラムは2006年に、マジックワンドは性器を模した形状をしていないのでアラバマ州、ジョージア州、テキサス州のバイブレーター排除法の適用を免れた、と報じている。2006年にこの器具はマーケットにおいて最も売れているマスターベーション用具の1つだった。
ターニャ・ウェクスラーの2011年の映画『ヒステリア』のエンドクレジットは、バイブレーターの進化をたどったモンタージュ映像であり、その中でマジックワンドも扱われている。アメリカの映像作家クレイトン・キュービットも2012年8月に開いたビデオアート展「ヒステリー文学」のなかでマジックワンドを使っている。これは、椅子に座った女性たちがマジックワンドの刺激を受けながらヘンリー・ジェイムズなどの文学作品の一節を音読する映像企画である。各映像は女性がオーガズムに達して終わる。マクラッチー・カンパニー系列の新聞で、チャック・シェーファードはこの展示を「偉大な芸術だ！」と評価した。

### 商標変更

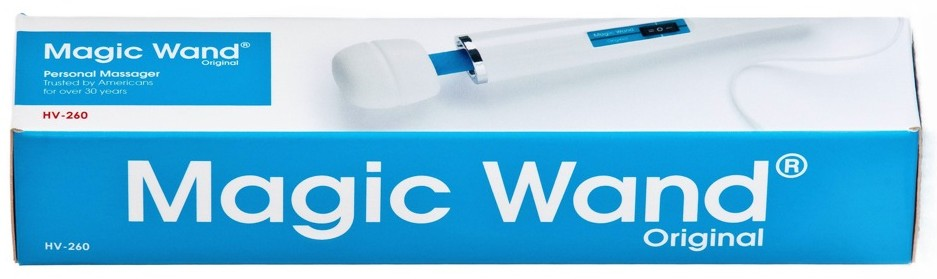
日立製作所は2013年のマーケティングにおいて商品名から社名を外し「マジックワンド・オリジナル」としてブランドの再構築をはかった

電機メーカーとして名高い日立の社名が有名なセックストイの名称の一部になっていることを嫌い、日立製作所は2013年にマジックワンドの製造を中止することを決定した。Vibratexの事業部長エディー・ロメロは、テクノロジーブログのEngadgetに、日立は非常に真面目な会社であり一番売れているマスターベーション・グッズを連想されるのは遺憾だろうと語っている 。Vibratexは日立を口説き落として、この製品の生産を継続することやもっと軽くて耐久性のある素材に変更すること、「オリジナル・マジックワンド」に商品名を変えて、日立との関連性を目立たせないことを促した。マジックワンドが新しい名前になって発売が再開されたのは2013年6月25日のことで、技術的にも改良され、付属の箱もデザインが一新された。しかしGood Vibrationでは「オリジナル・マジックワンド・バイブレーター」として販売された。
雑誌のShapeを読むと2014年1月の時点では、この器具の名前は「マジックワンド・オリジナル」であり、商品情報を提供しているウェブサイトのURLもmagicwandoriginal.comである。日立はこの器具の性的な用途については宣伝していないが、2019年1月の時点で、上記サイトではこの器具が「いいお付き合いのできる」(intimate) マッサージ機だと紹介されている。ベティ・ドッドソンは、2014年にEngadgetで、マジックワンドはいまでもお気に入りのバイブレーターだと語っている。米ケーブルテレビ局FXのドラマ『ルーイー』(Louie) でも2014年5月5日に放送された回のコメディパートでマジックワンドが登場する。2014年だけで、Vibratexを通じアメリカでは250,000台のマジックワンドが販売されている。2014年11月、スタンフォード大学医学部産婦人科の助教授 リー・ミルハウザーもマジックワンドを推奨するコメントをYahoo! ヘルス上でしており、更年期障害を迎えた女性でもオーガズムを得やすく、自尊心を損なうことなく性に関する技術の向上も望めると語っている。

## 学術研究

### 性的用途

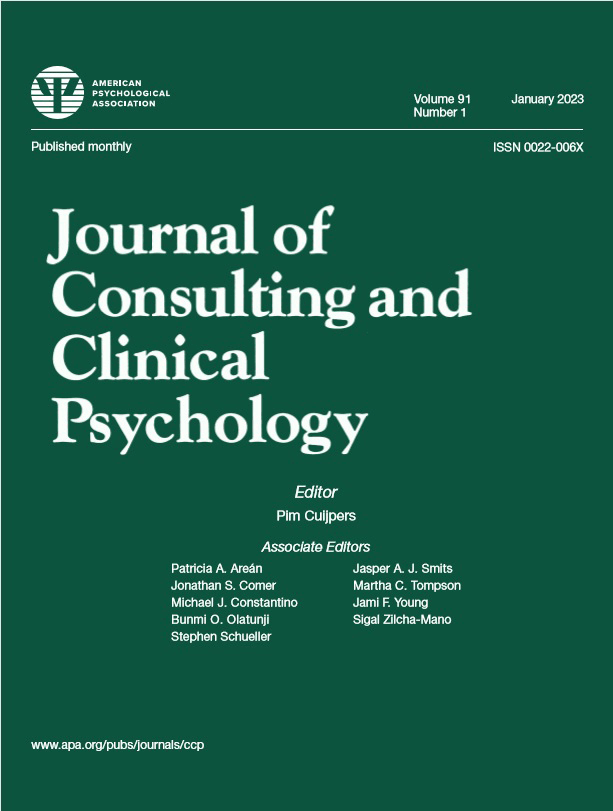
カウンセリング・臨床心理学研究は、早い段階から女性がオーガズムを得るための治療にマジックワンドを使う論文を掲載している

オーガズムを得られなくなってしまう性機能障害である無オーガズム症や性的興奮障害などの問題についてマジックワンドが有効である可能性を探る学者は多い。1979年にカウンセリング・臨床心理学研究(Journal of Consulting and Clinical Psychology)では、これまでオーガズムを経験することが困難だった女性を対象に、1人でマスターベーションをする技術訓練療法の分析を行っている。研究者は女性にマジックワンドを使ってクリトリスを刺激させることで、オーガズムを経験する可能性を上げようとした。この研究ではオーガズムを得る重要な問題に取り組むためにはマジックワンドを使った自己管理型の治療が最も効果的な選択肢であることがわかった。

サイエンティフィック・ワールド・ジャーナルには、マジックワンドとベティ・ドッドソン・メソッドを使うと、500人の無オーガズム症の女性グループのうち93パーセント以上がオーガズムを得られたという研究論文が掲載された

2008年、サイエンティフィック・ワールド・ジャーナルにオーガズムの経験に長期的な障害を抱えた女性が、ベティ・ドッドソンを参考文献にして指導を受けた結果の分析を掲載している。それによると、マジックワンドの大きめのヘッドが、わずかな不快感もなくクリトリスと外陰部周辺に振動を感じるために有効であった。研究の結果、長期的な無オーガズム症の女性500人のグループのうち93パーセント以上がマジックワンドとベティ・ドッドソン・メソッドを使ってオーガズムに達することができた。サイエンティフィック・ワールド・ジャーナルの研究は、その後2010年に出た性科学研究 (Journal of Sexual Medicine) で文献レビューを受けている。2011年にはバット・シェヴァ・マーカスが性科学研究に、性的に経験することのレベルを上げ、性に対する期待がどう変わったかを評価するための手段としてマジックワンドを女性に使わせる研究を発表している。
『Pleasure Able: Sexual Device Manual for Persons with Disabilities』において、作家のケイト・ナフタリと障害者福祉研究ネットワーク (Disabilities Health Research Network) のエディス・マクハッティは、医師のアンドレイ・クラシウコフとステイシー・エリオットの監修のもと、障害を持った人が性行為にマジックワンドを使うことを推奨している。著者らは、この器具を持っている人は、行為のあいだ余裕をもって掴んで動かせる状態を維持しなければならないだろうと述べている。マジックワンドは両腕に十分な力がはいらなかったり、手が自由に使えない人にも役立つ。両腕の動きが制限される人にも向いていると述べられている。
人間とコンピュータの相互作用研究の国際会議Conference on Human Factors in Computing Systemsに収録された2011年の論文で、アンナ・イーグリンとショーエン・バーゼルは、性行為として本来の目的とは異なる文脈で使われているマジックワンドについて論じている。2012年のSexual and Relationship Therapyでは、性的な刺激を与える臨床治療において7つのバイブレーターの評価を行う論文が掲載された。著者たちによれば、マジックワンドは動作と振動の面で高い評価が与えられる。このデータをセラピストが利用することで、患者に刺激だけでなく感受性を与える最適なバイブレーターを選べるのではないかと述べてもいる。

### 鎮痛作用
2002年に『筋膜性疼痛と線維筋痛症』を出版した整形外科医のエドワード・ラクリンと理学療法士イザベル・ラクリンは、筋肉痛に対する自己療法としてマジックワンドの使用を提案している。彼らによれば、発痛点や筋肉が張っている場所に継続して使用すると、患者が感じている違和感を減らすことにつながる。こうした手当を治療環境ではない誰かの家で行うことを勧めている。
2004年にDermatology Online Journalに掲載された論文では、臨床家がおこなう美容整形や皮膚治療の前にマジックワンドを使えば苦痛の緩和に効果的と報告がされている。この器具を使うと、乾癬の治療のため基部に近い爪郭にトリアムシノロンアセトニドを注入するにあたり麻酔を足す前の不安を和らげられる。ほうれい線にレスチレンを注入したり、インテンス・パルス・ライト (IPL) を顔に当てたり、ボツリヌストキシンによる多汗症の治療などで、不快感を減らしたり施術を容易にすることにも有効である。著者たちは、患者に接触する面積を減らすために「ワンダー・ワンド」アタッチメントを併用することを勧めている。研究者のケヴィン・スミスはSkin & Allergy Newsに、下顎骨付近に振動が伝えられると、感覚系から送られる痛みの感覚を打消し、不安を解消できると語っている。このスミスとフランシスコ・ペレス＝アタモロスが2006年に共著で出した『臨床皮膚科におけるボツリヌストキシン』の7章ではマジックワンドの使用法がさらに洗練されていて、マジックワンドに「ワンダーワンド」を取り付け、レスチレンを注射する予定のところから1から2センチメートルに、注射の直前に振動を与えることで痛みが取り除けると解説されている。

## 受容

### 評価
マジックワンドはアダルトグッズショップGood Vibrationでは「バイブレーターのキャデラック」とあだ名がついている 。同じくアダルトグッズショップのBabelandの創業者レイチェル・ヴェニングとクレア・カバノーは2013年に出版した『セックストイ101』で、マジックワンドを「バイブレーターのロールスロイス」と評価している。この表現は、作家のアン・フーパーとフィリップ・ハドソン、医師のマイケル・クライシュマンにも共有している。ヴェニングとカバノーたちは、この器具を使えば月経困難症のつらさも緩和できると述べているほか、バイブレーターを使ったことがない人から初心者用の器具を聞かれたらマジックワンドを勧めるとも語っている。カバノーによれば、マジックワンドはクチコミ・マーケティングが成功した唯一のバイブレーターでもある。
セックス・ポジティヴ・フェミニストであり作家のスージー・ブライトには気に入っているバイブレーターが2つあり、その1つがマジックワンドである。彼女はこの器具を使うと60秒以内にオーガズムに達することができるのは奇跡だと語っているだけでなく、出産の時期のつらさをマジックワンドが和らげてくれたときの経験について本を書いている。作家のキャシー・シャイドルは、このマッサージ機を使うと女性は複数回のオーガズムも可能だと言う。見た目はムター博物館〔フィラデルフィアにある解剖標本や医療器具をあつめた博物館〕のコレクションを連想させるが、それでもその効果には関係ないとも。社会学者でセックス・ポジティヴ・フェミニストのキャロル・クイーンは、マジックワンドは日本から輸入されているためカーボンフットプリントを考えると問題なしとはしていないが、それでも他のバイブレーターと比べると、電池も不要で耐久性もあることから環境にはやさしいと好評価をしている。
セックス・セラピストのルース・ウエストハイマーは、数あるコード式のバイブレーターの中でも、この器具が最も人気があると語る。セラピストで性教育家のローラ・バーマンはシカゴ・サンタイムズで事あるごとにこの器具を推奨しており、オーガズムを経験したことのない女性や性的興奮を覚えることが困難な人たちに奨めている。セクソロジストのグロリア・ブラムは『The Truth about Sex, a Sex Primer for the 21st Century that the Magic Wand』の中で、マジックワンドが商業的に最も成功したマスターベーション道具の1つであり、挿入するタイプではないことが人気を集めたのだと述べている。オーストラリアの臨床心理学者でセックスセラピストのベッティーナ・アーントは、自分が連絡をとりあっているカップルが、ペニス挿入の最中にマジックワンドを使ってオーガズムを得ることに成功した例を挙げている。医師でコラムニストのヒルダ・ハッチャーソンは自身の『Pleasure』でマジックワンドを推薦していて、刺激が強すぎると感じたら外陰部の上に柔らかい布を敷くとよい、と助言している。雑誌のCosmopolitanによれば、マジックワンドはセックスセラピストが最も推奨することの多いバイブレーターである。

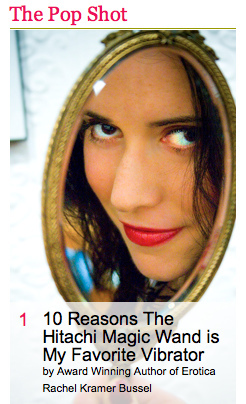
レイチェル・クレイマー・バッセルは2011年にオンラインマガジンのSexI Magazineに「私が日立マジックワンドを気に入る１０の理由」という記事を書いている

『Her Way: Young Women Remake the Sexual Revolution』を書いたポーラ・ケイマンは、マジックワンドが人気になったことを、20世紀末にかけて起こった性の革命における影響とからめて論じている。『The Good Vibrations Guide to Sex』の共著があるキャシー・ウィンクスとアン・シマンズは、前戯でも挿入後もマジックワンドは使える上に、カップルが2人同時に快感を得ることができると書いている。ウェンディ・キャスターは2003年版の『The Lesbian Sex Book』で、マジックワンドはクリトリスに集中的かつパワフルな振動を与えられるのでレズビアンも使って楽しむことができると言う。
Mobile Magazineは、2005年7月号で読者投票によりマジックワンドがiPodや電話、歯ブラシなどを抑え「史上最も偉大なガジェット」に選ばれたと発表している。2006年、エンターテイメント会社のCAKEを創業したメリンダ・ギャラガーとエミリー・クレイマーは『A Piece of Cake』で、マジックワンドをベスト・バイブレーター賞に選んでいる。2人によれば、この道具はクリトリスと外陰部に強い振動感を与えるのに長けている。『The Hot Woman's Handbook』、『Clean Sheets』、『Valley Advocate』、『Cosmopolitan 』などの雑誌がマジックワンドを「究極の」バイブレーターと表現している。

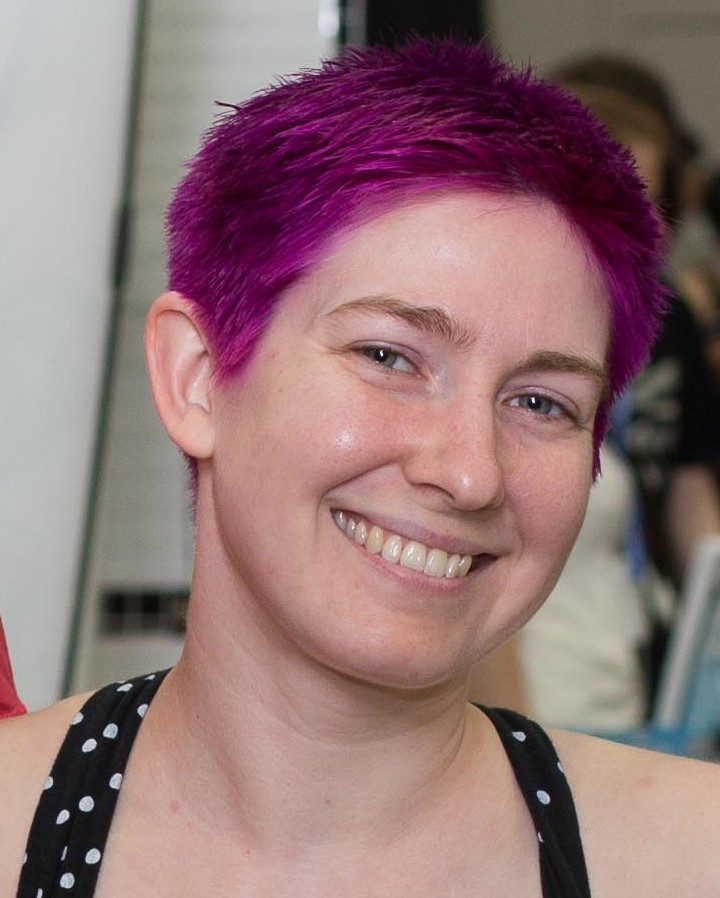
コミック作家のエリカ・モーエンは自分のウェブコミック『Oh Joy, Sex Toy』の第1回を日立マジックワンドの解説に割いている

アレクシス・マクキニスはスター・トリビューン紙に寄稿して、オーガズムに達しにくい女性にこの道具を勧めている。彼女によれば、過去30年をかけて無数の女性がマジックワンドを使い、オーガズムに達する確実な手段とがわかった。マクキニスはその後もコラムでマジックワンドをバレンタインの日のプレゼントとして提案しており、そのベーシックなつくりや能力、振動の強さ、信頼性といった点から送った相手から文句はほとんどつけられないだろうと述べている。作家のロバート・リュベルはこの器具がアメリカでは最も人気のあるバイブレーターの1つといい、これを使えばおそらく90パーセントの女性がオーガズムを得られると語っている。雑誌の『Good Housekeeping』は読者の座談会を開き、マジックワンドを腰の痛みの緩和に使ってみたが、結果は芳しくなかった。『Self』誌も2010年にこの器具の高い評価は、文化現象になったと論じている。レイチェル・クレイマー・バッセルは2011年にオンラインマガジンのSexI Magazineに「私が日立マジックワンドを気に入る10の理由」を書き、この道具をたたえている。彼女はこの文章をオードの形式で詩的に表現している。 彼女が気に入る理由の基準は、振動のパワー、興奮する状態になるまでの速さ、電池交換が不要なこと、クリトリスを刺激する強さ、値段の手ごろさなどである。ヨナ・タロン＝ヒックスは2011年に雑誌の『Valley Advocate』でマジックワンドに触れており、女性がオーガズムを得るために最適と書いている。彼女はその力強さをたとえて、トラック専業メーカーのマック・トラック社を引き合いに出している。この雑誌は、2012年にも太りすぎのパートナーを持つ人に、取っ手の部分が長い特徴を持つマジックワンドをすすめている。アシュレイ・コーベリは著書の中で、後背位で性交中のカップルが、マジックワンドの長さを生かして2人同時にオーガズムに達した事例を紹介している。ヒルダ・ハッチャーソンも同様に、この体位のときにマッサージを使うことをすすめている。 
コミック作家のエリカ・モーエンは自分のウェブコミック『Oh Joy, Sex Toy』の第1回（2013年4月）を日立マジックワンドの解説に割いている。彼女の作品は雑誌のBitchに掲載され、The Daily Beastにも好意的な書評が掲載された。2013年にシェパード・エクスプレス紙に寄稿した記事で、ローラ・アン・スチュワートは、女性の中にはマジックワンドでないとオーガズムに達することができない人もいると述べ、それ以外の人も快感を得るのに簡単で時間もかからないから使っていると書いている。丈夫なつくりと耐久性を高評価している。Vibratexが扱うマジックワンドは2013年10月にカリフォルニアで開催されたセックス・アワードで「女性のための最高のセックストイ」賞を受賞した。 ユーザーからは耐久性と長年の信頼感を評価され、Engadgetが「地球上で最も見た目がわかりやすいセックストイ」と称するなど様々な形容で賞賛の声を集めている。2014年には雑誌の『Women's Health』がマジックワンドを特集して「セックストイの究極ガイド」を掲載し、この器具をパートナー同士で使うことをすすめている。

### 受賞歴
| 年   | 賞                                | 製品                         | 団体            | 結果 | 出典                    |
| ---- | --------------------------------- | ---------------------------- | --------------- | ---- | ----------------------- |
| 2005 | No. 1 greatest gadget of all time | Hitachi Magic Wand           | Mobile Magazine | 受賞 | [ 103 ]                 |
| 2006 | Best Vibrator Award               | The Hitachi Magic Wand       | A Piece of Cake | 受賞 | [ 104 ]                 |
| 2013 | Favorite Sex Toy for Women        | The Magic Wand from Vibratex | The Sex Awards  | 受賞 | [ 114 ] [ 115 ] [ 116 ] |